# Cratere Komaba
Komaba è un cratere sulla superficie di 25143 Itokawa.